# Cambendazol
Cambendazol é um anti-helmíntico utilizado contra parasitoses, além de apresentar grande eficácia no tratamento das infecções por Strongyloides stercolaris.